# Resolutie 661 Veiligheidsraad Verenigde Naties
Resolutie 661 van de Veiligheidsraad van de Verenigde Naties werd aangenomen door de Veiligheidsraad op diens 2933e vergadering in augustus 1990. De resolutie passeerde met dertien stemmen tegen geen en met de onthoudingen van Cuba en Jemen.

## Achtergrond
Op 2 augustus 1990 viel Irak zijn zuiderbuur Koeweit binnen en bezette dat land. Nog diezelfde dag werd de inval door de VN-Veiligheidsraad veroordeeld in resolutie 660. Deze resolutie eiste ook een onmiddellijke terugtrekking van Irak, maar daar kwam niets van terecht.

## Inhoud
De Veiligheidsraad:
- bevestigt zijn resolutie 660;
- is diep bezorgd omdat die resolutie niet wordt nageleefd en de invasie doorgaat met meer doden en verwoesting;
- is vastbesloten de bezetting te beëindigen en Koeweits soevereiniteit te herstellen;
- merkt op dat Koeweit wel wil voldoen aan resolutie 660;
- denkt aan de hem door de VN opgelegde taak om de wereldwijde vrede en veiligheid te bewaren;
- erkent het recht van personen of groepen om zich tegen de Iraakse inval te verdedigen.

Beslist:
1. bepaalt dat Irak tot dusver resolutie 660 naast zich neer heeft gelegd en de autoriteit over Koeweit heeft geüsurpeerd (onrechtmatig in bezit heeft genomen);
2. beslist bijgevolg de volgende stappen te ondernemen;
3. beslist dat alle landen het volgende moeten voorkomen:
a. de invoer van goederen uit Irak en Koeweit;
b. alle activiteiten van landgenoten in verband met de uitvoer van goederen uit Irak en Koeweit en in het bijzonder de financiële transacties met dit doel;
c. de verkoop of levering van goederen, inclusief wapens en militaire materieel maar exclusief medisch materiaal en voedsel, aan eender wie in Irak en Koeweit en eender wie de bedoeling heeft zaken met deze landen te doen;
4. beslist dat geen enkel land of persoon of bedrijf in het land financiële middelen mag overmaken aan de Iraakse overheid of Iraakse of Koeweitse bedrijven tenzij het gaat over strikt medische goederen of voedsel;
5. vraagt alle landen, ook die geen VN-lidstaat zijn, deze resolutie na te leven, ongeacht eerder afgesloten contracten en verleende licenties;
6. beslist een comité op te richten bestaande uit alle leden van de Veiligheidsraad belast met volgende taken waarover het moet terug rapporteren:
a. vooruitgangsrapporten over de toepassing van deze resolutie, die zal worden overgemaakt aan de secretaris-generaal, bestuderen;
b. informatie bekomen van alle landen in verband met de toepassing van deze resolutie;
7. vraagt alle landen mee te werken met het comité, ook inzake de levering van voornoemde informatie;
8. vraagt de secretaris-generaal van de VN om het comité de nodige bijstand te verlenen en voorbereidingen te treffen;
9. ondanks de paragrafen °4 en °8 mag deze resolutie steun aan de legitieme overheid van Koeweit niet tegenhouden en vraagt alle landen:
a. maatregelen te treffen om bezittingen van de legitieme overheid van Koeweit te beschermen;
b. enige marionettenregering die de bezetter (Irak) in Koeweit zou opzetten niet te erkennen;
10. vraagt de secretaris-generaal om over de vooruitgang in de toepassing van deze resolutie te rapporteren, een eerste maal binnen de dertig dagen;
11. besluit de kwestie op de agenda te houden en te blijven proberen de Iraakse invasie vroegtijdig te beëindigen.

## Verwante resoluties
- Resolutie 660 Veiligheidsraad Verenigde Naties
- Resolutie 662 Veiligheidsraad Verenigde Naties
- Resolutie 664 Veiligheidsraad Verenigde Naties

Lijst ·  647 ·  648 ·  649 ·  650 ·  651 ·  652 ·  653 ·  654 ·  655 ·  656 ·  657 ·  658 ·  659 ·  660 ·  661 ·  662 ·  663 ·  664 ·  665 ·  666 ·  667 ·  668 ·  669 ·  670 ·  671 ·  672 ·  673 ·  674 ·  675 ·  676 ·  677 ·  678 ·  679 ·  680 ·  681 ·  682 ·  683